# コナン4世 (ブルターニュ公)

パンティエーヴル家のバナー

コナン4世（フランス語：Conan IV, 1138年ごろ - 1171年2月20日）は、ブルターニュ公（在位：1156年 - 1166年）。le Petit（若公）といわれる。ブルターニュ女公ベルトとその最初の夫初代リッチモンド伯アラン黒伯との間の息子。コナン4世は父方のリッチモンド伯位および母方のブルターニュ公位の相続人であった。コナン4世と娘コンスタンスのみがパンティエーヴル家でブルターニュ公となった。

## 生涯

### 継承
コナン4世はブルターニュ女公ベルトとその最初の夫初代リッチモンド伯アラン黒伯との間の息子である。1156年に母ベルトが死去し、ブルターニュ公位を継承した。しかし、義父でブルターニュにおける権力を手放したくないポルオエ子爵ウード2世が、コナンの公位の継承を拒否した。ウード2世はコナンの母方の叔父ナント伯オエルと同盟を結び、最終的に2人でブルターニュを分割することを決めていたとも考えられている。ナントでジョフロワ6世・ダンジューが支援する反乱が起こったため、オエルはウード2世を支援することができなかった。コナン4世は義父ウード2世を捕らえ投獄し、ブルターニュ公位の継承を主張した。
コナン4世は父のリッチモンド伯位も継承した。これにより、コナン4世はフランス王とイングランド王の両方に臣従することとなった。

### プランタジネット家の野望
イングランド王・アンジュー伯ヘンリー2世がブルターニュ公領を手に入れようと考えた。ブルターニュはヘンリー2世の領地に隣接しており、フランスの他の地域とは言語や文化の点で異なっていた。ブリトン人の公爵たちは公領の大半で権力を持たず、ほとんどが在地貴族により実質的に統治されていた。1148年、コナン３世が死去し、内乱が勃発した。ヘンリー2世は、かつてブルターニュがヘンリー1世に忠誠を誓っていたことに基づき、自身がブルターニュの領主であることを主張し、公領を他のフランス領を確保する足掛かりとして、また彼の息子への相続財産としてみなした。最初、ヘンリー2世の戦略は代理人を通して間接的に統治し、コナン4世がイングランドと強い関係を持ち、容易に動かすことができるため、コナン4世の公領の大半に対する主張を支持するつもりであった。コナン4世の叔父オエルは、1156年にヘンリー2世の弟ジョフロワ・ダンジューにより、恐らくヘンリー2世の支援のもとで廃位されるまで東部のナント伯領を統治した。
ジョフロワ・ダンジューが1158年に死去し、コナンは再びナントを取り戻そうとしたが、ナントを自領に併合したヘンリー2世と対立した。ヘンリー2世は着実にブルターニュで勢力を拡大していき、フランス王ルイ7世はこれに対して何も行動を起こさなかった。ただ、コナンがナントを実質支配していることが、ブルターニュの再統一に効果をもたらした。これに対しヘンリー2世はリッチモンド伯領を占領し、ナントを返還するよう要求した。最終的に、コナンとヘンリー2世は和平を結び、1160年にコナンはヘンリー2世のはとこでスコットランド王ウィリアム1世の妹マーガレットと結婚し、娘コンスタンスが生まれた。コナンの息子ギヨームは1200年までは生存していたとみられる。

### 騒動と廃位
コナンは臣下の貴族から何度か反乱を起こされており、それらは恐らく密かにイングランドから支援されたものとみられる。騒動を鎮めるため、コナンはヘンリー2世に支援を求めたが、ヘンリー2世は交換条件としてコナンの娘コンスタンスと自身の息子ジェフリーとの婚約を要求した。
ブルターニュ貴族が反乱を起こす中、ヘンリー2世は間接統治という自身の方針を変更し、直接統治を開始した。1164年、ヘンリー2世はブルターニュとノルマンディーの国境に沿って領土を占領するために軍事介入し、1166年には在地貴族を罰するためにブルターニュに侵入した。そしてヘンリー2世はコナン4世を廃位し、娘コンスタンスをブルターニュ女公とした。コナンもまた、娘コンスタンスをヘンリー2世の息子ジェフリーと婚約させた。コナンには公位を相続できる嫡出の息子がいたかもしれず、この取り決めは中世の法の観点からは非常に珍しいケースであった。
コナン4世の退位を記録している資料によると、コナンは廃位後の1177年に没した。
ヘンリー2世は、息子のリチャード1世と同様、ブルターニュを支配することは主張していたが、ブルターニュ公国自体を主張したことはなかった。コナン4世が退位した後、ヘンリー2世はコナンの娘コンスタンスのためにブルターニュを保護し、ヘンリー2世の4男ジェフリーがコンスタンスと結婚した。

## 歴史上の評価
コナン4世はブルターニュの歴史では、イングランド王から自らの公領を守れなかった弱い君主として記憶されている。また、コナン4世はジャン＝フランソワ・デュシーの悲劇『Jean sans Terre ou la mort d'Arthur』（ジョン欠地王またはアーサーの死）（1791年）でも知られている。